# CTN (신문사)
CTN은 인터넷신문으로 확실하고(Certain) 진실된(Truth) 뉴스(News)라는 뜻을 담고 있는 인터넷신문사이다.

## 역사
2011년 4월 25일 충청탑뉴스(주)로 충남 홍성군 세무서에 법인 등록하고, 홍성읍 대교리 643번지 사옥을 마련 후 충남도에 CTN으로 제호를 등록하고, 6월 가금현 대표이사가 취임했다.
당시 CTN은 확실하고 진실된 뉴스보다는 C(충청) T(탑) N(뉴스)로 읽힐 정도로 충청권에 인터넷신문을 활성화 하는데 앞장섰다.
인터넷신문의 경우 각 지자체에 주재기자를 출입시키지 못하는 실정이었지만 CTN은 충청권 각 지자체에 주재기자를 출입시키는 도전을 실행했다.
CTN이 본격적인 취재 활동에 돌입하면서 타 지면 언론사에서는 ‘CTN 충청탑뉴스는 2년못가 망한다’는 소리가 공공연하게 들릴정도로 당시 충청권에서는 인터넷신문에 대해 가볍게 여길 정도였지만 가금현 대표이사는 ‘이제는 인터넷신문이 대세다’며 그 어떤 말에도 굴하지 않고 취재보도로 CTN은 충청권에서 빠르게 자리를 잡았다.
창간 첫해인 10월 제3회 2충1효 전국백일장대회를 후원하고, 2012년 자매지 월간충탑을 발행했다.
2012년 5월 예산군 예산읍 산성리 841번지 시옥을 이전하고, 창간 1주년 기념행사를 덕산 리솜스파캐슬에서 갖고, 이 자리에서 제1기 우수봉사학생 장학금을 전달 사회공헌기업으로 자리매김했다.
또 제4회 2충1효 전국백일장 대회를 후원했다.
CTN은 2013년 5월 충남도청 등이 내포에 터를 잡으면서 CTN도 충남도청과 지근거리에 위치한 예산군 덕산온천로 440 뉴영빌딩 사옥으로 이전 한 뒤, 창간 2주년 기념행사와 함께 제2기 우수봉사학생 장학금 전달식을 각즌 한편, 10월 제5회 2충1효 전국백일장 대회를 후원했다.
2014년에는 창간 3주년 기념행사로 우수봉사학생 장학금 전달은 물론 청소년 인성교육을 위한 학부모 특강을 마련, 2충1효 전국백일장 후원했다.
또 2014년 9월 자매지로 주간신문 CTN충청교육신문을 창간했다.
2015년 1월 CTN 가금현 대표이사는 첫 번째 시집 ‘적돌바다에 고백하다’를 출찬 기념회를 갖고, CTN 이재필 태안군 출입기자는 불우이웃돕기 성금 300만원 태안군에 전달, CTN가금현 대표이사 캄보디아 다문화가정 친정마을돕기 후원 등 다양한 사회공헌 사업을 펼쳐 타 언론사의 귀감이 됐다.
CTN은 해마다 2충1효전국백일 대회를 현재까지 후원하고, 매년 창간 기념행사를 통해 시상하는 것은 물론, 우수봉사학생 장학금, 캄보디아 교육지원, 충남청소년상 시상, 각종 봉사활동에 참여하고 있다.
이 같은 사회공헌 사업으로 서산시자원봉사센터 감사장 수상 2회(2018년 12월 7일, 2023년 2월 28일), 가금현 대표이사 대한적십자사 충남도지사상(2022년 1월 10일), 충남우수자원봉사자의 문패 수상(2022년 3월 22일), 서산시 유공시민 표창(2023년 7월 4일), 국제로타리 3620지구 자원봉사부문 금상(2023년 5월 13일) 등을 수상했다.
CTN은 2019년 충남도청과 충남경찰청, 충남교육청을 한눈에 볼 수 있는 내포에 사옥(예산군 삽교읍 청사로 225, 엔젤스타워 2차 309)을 마련했다.
이어 충북취재본부(2019년 12월), 서울경기취재본부(2020년 2월), 경남본부취재본부(2020년 2월), 국회출입 및 충남 당진시 취재본부 개설(2022년 10월), 대산석유화학단지가 위치한 대산지국 개소(2023년 5월) 등 전국각지에 취재본부를 설치하고, 충청권을 넘어 전국 인터넷신문으로 자리 잡아가고 있다.
현재 CTN은 CTN충청교육신문은 교육타임즈로 제호를 변경 발행하고 있으며, 유튜브에 CTN방송도 진행하고 있다.

## 연혁
- 2011년 4월 26일 충청탑뉴스(주) 홍성세무서 법인등록
- 2011년 4월 충청남도 홍성군 홍성읍 사옥
- 2011년 5월 제호 CTN 등록 충청남도
- 2011년 5월 충청남도 홍성군 홍성읍 대교리 643 사옥
- 2011년 6월 가금현 대표이사 취임
- 2011년 10월 15일 제3회 2충1효 전국백일장 개최
- 2012년 4월 23일 자매지 월간 충탑(등록번호 충남, 라09047)
- 2012년 5월 충청남도 예산군 예산읍 산성리 841 사옥 이전
- 2012년 6월 1일 창간 1주년 기념행사 & 제1기 우수봉사학생 장학금 전달식(덕산리솜스파캐슬)
- 2012년 10월 13일 제4회 2충1효 전국백일장 개최
- 2013년 6월 14일 CTN 내포시대 개막(충청남도 예산군 덕산온천로 440 뉴영빌딩 사옥이전)
- 2013년 6월 제2기 우수봉사학생 장학금 전달식
- 2013년 10월 19일 제5회 2충1효 전국백일장 개최
- 2013년 12월 자매지 월간 충탑 창간호 발행
- 2014년 7월 4일 창간 3주년 기념행사 & 제3기 우수봉사학생 장학금 전달식(학부모 특강 진행/서산문화복지센터)
- 2014년 9월 1일 자매지 CTN 충청교육신문 등록(등록번호 충남, 다01340)
- 2014년 10월 18일 제 6회 2충1효 전국백일장 개최
- 2015년 1월 30일 가금현 충청탑뉴스 시집 출판기념회(시집 '적돌바다에 고백하다')
- 2015년 5월 8일 불우이웃성금 300만원 전달(충청남도 태안군)
- 2015년 창간 4주년 기념행사 & 제4기 우수봉사학생 장학금 전달식(서산문화복지센터)
- 2015년 11월 13일 캄보디아 다문화가정 친정마을돕기 후원
- 2016년 5월 20일 제7회 2충1효 전국백일장 개최
- 2016년 7월 15일 창간 5주년 기념행사 & 제5기 우수봉사학생 장학금 전달식
- 2016년 충청남도 모범청소년 시상
- 2016년 가금현 충청탑뉴스 시집 출판기념회(시집 '사랑은 나이를 바꾼다')
- 2016년 제7회 2충1효 전국백일장 시상식
- 2017년 5월 19일 제8회 2충1효 전국백일장 개최
- 2017년 6월 30일 창간 6주년 기념행사 & 제6기 우수봉사학생 장학금 전달식(서산시청소년수련관)
- 2018년 5월 25일 제9회 2충1효 전국백일장 개최
- 2018년 7월 13일 창간 7주년 기념행사 & 제7기 우수봉사학생 장학금 전달식(서산시문화회관)
- 2018년 충청남도 모범청소년 시상
- 2018년 제9회 2충1효 전국백일장 시상식
- 2018년 11월 15일 충청남도청소년유해환경감시단협의회 합동캠페인
- 2018년 12월 7일 서산시 자원봉사센터 감사장 주상
- 2019년 7월 19일 창간 8주년 기념행사 & 제8기 우수봉사학생 장학금 전달식 & 제10회 2충1효 전국백일장 시상식
- 2019년 10월 19일 내포 사옥이전(충청남도 예산군 삽교읍 청사로225 엔젤스타워2차 309호)
- 2019년 12월 20일 충청북도 취재본부 개소식(충청북도 청주시 서원구/본부장 신동호)
- 2020년 2월 23일 서울·경기취재본부 개소(서울특별시 강남구 개포로 623 대청타워)
- 2020년 2월 23일 경남취재본부,전남취재본부 국회출입 뉴스 보도
- 2020년 9월 14일 제11회 2충1효 전국백일장 공모전
- 2021년 6월 11일 제12회 2충1효 전국백일장 공모전
- 2021년 7월 23일 창간10주년 기념행사 & 제12회 2충1효 전국백일장 시상식
- 2022년 1월 1일 가금현 대표이사 당진시출입기자단 회장 취임
- 2022년 1월 10일 가금현 대표이사 대한적십자사 충남도지사 상 수상(인도주의 운동 참여)
- 2022년 3월 22일 가금현 대표이사 충남 우수자원봉사자 선정 '우수봉사자의 집 문패'(8,000시간 인정)
- 2022년 4월 29일 국제로타리 3620지구 자원봉사부문 은상 수상
- 2022년 4월 18일 - 6월 10일 제13회 2충1효 전국백일장 공모전
- 2022년 7월 22일 창간 11주년 기념행사 & 제13회 2충1효 전국백일장 공모전 시상식
- 2022년 7월 22일 가금현 대표이사 다섯번째 시집 '당신을 만나기까지' 출간
- 2022년 10월 1일 CTN 당진지소 개소 (충청남도 당진시 대덕구)
- 2023년 2월 28일 CTN신문사 서산시자원봉사센터 자원봉사활성화공로 감사패 수상
- 2023년 4월 20일 CTN 가금현 대표이사 캄보디아 한국어학당 후원
- 2023년 5월 13일 가금현 대표이사 국제로타리 3620지구 자원봉사부문 금상
- 2023년 5월 13일 - 14일 CTN임직원 역량강화 및 청렴교육 워크숍(진천지부)
- 2023년 5월 31일 CTN신문사/교육타임즈 대산지국 개소(충청남도 서산시 대산읍)
- 2023년 6월 9일 제14회 2충1효 전국백일장 공모전 시행
- 2023년 7월 4일 가금현 대표이사 서산시유공표창 수상(서산시장)
- 2023년 7월 14일 CTN창간 12주년 기념행사 & 제14회 2충1효 전국백일장 공모전 시상식